# Tour de France 2003

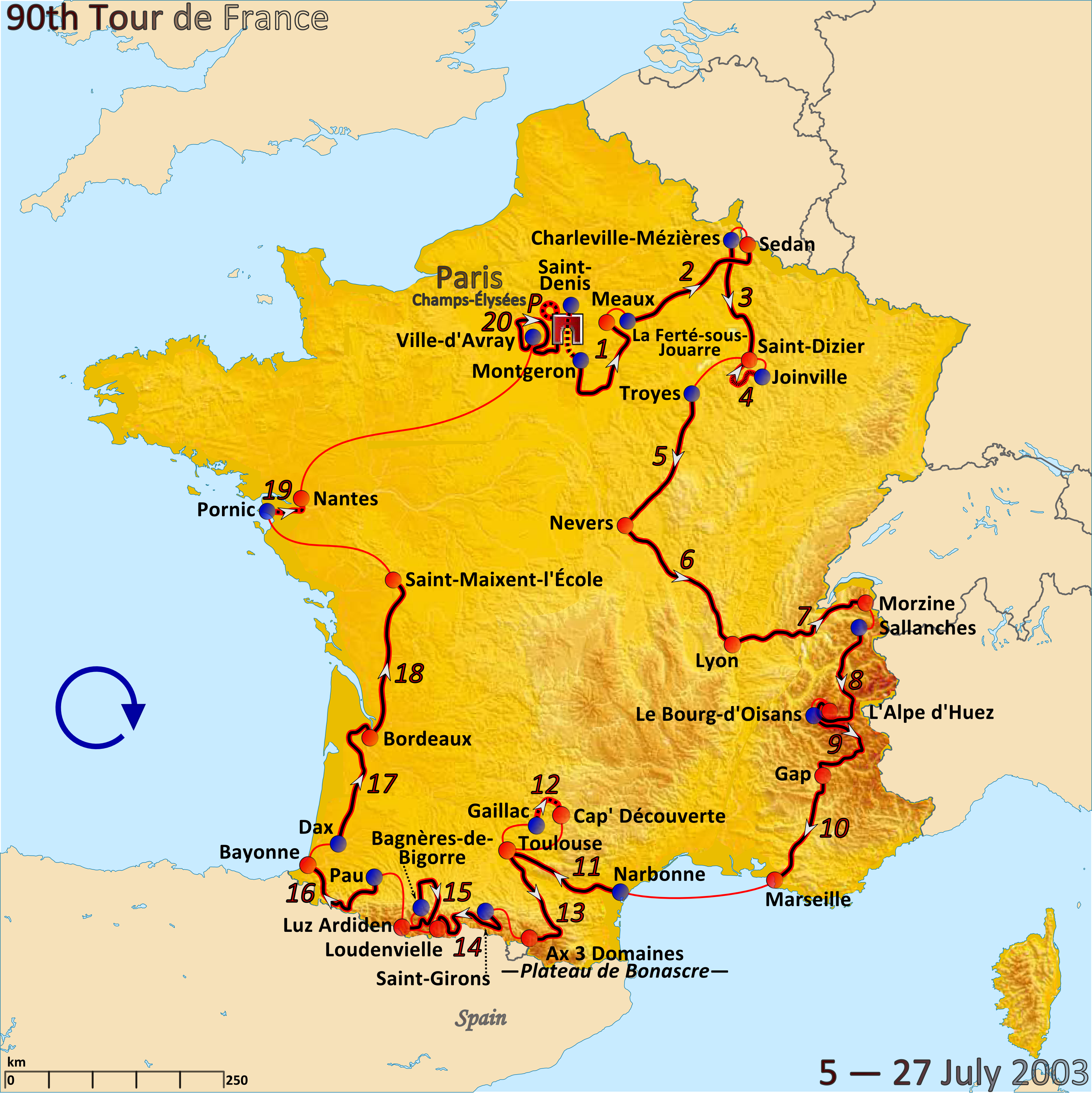
Överblick på etapperna under 2003 års Tour de France.

Tour de France 2003 cyklades 5–27 juli 2003 och vanns av Lance Armstrong, USA. Vinsten blev hans femte av totalt sju stycken. Tysken Jan Ullrich och kazaken Aleksandr Vinokurov sluta tvåa respektive trea i tävlingen.
Denna upplaga var den 90:e genom tiderna sedan premiären 1903.
Spanjoren Joseba Beloki, som slutade tvåa på Tour de France 2002 och slutade trea på Tour de France 2000 och 2001, hade en oturlig vurpa på etapp 9 av tävlingen som satte stopp för hans framfart i tävlingen, men som också ledde till att spanjoren var tvungen att avsluta sin karriär tidigare än förväntat. Lance Armstrong räddade sig från att själv trilla genom att cykla ut på ett fält i sista sekunden.
2012 diskvalificerades Lance Armstrong från tävlingen på grund av doping. Ingen ny vinnare utses för denna tävling.
| Etapp  | Sträckning                          | Etappsegrare        | Ledartröjan        | Poängtröjan                         | Bergspriströjan                      | Ungdomströjan    |
| ------ | ----------------------------------- | ------------------- | ------------------ | ----------------------------------- | ------------------------------------ | ---------------- |
| prolog | Paris                               | Bradley McGee       | Bradley McGee      | Bradley McGee, bärs av David Millar | Inget bergspris                      | Vladimir Karpets |
| 1      | Saint-Denis/Montgeron-Meaux         | Alessandro Petacchi | Bradley McGee      | Robbie McEwen                       | Christophe Mengin                    | Andy Flickinger  |
| 2      | La Ferté-sous-Jouarre-Sedan         | Baden Cooke         | Bradley McGee      | Robbie McEwen                       | Christophe Mengin                    | Baden Cooke      |
| 3      | Charleville-Mézières-Saint-Dizier   | Alessandro Petacchi | Jean-Patrick Nazon | Robbie McEwen                       | Christophe Mengin                    | Baden Cooke      |
| 4      | Joinville-Saint-Dizier              | José Luis Rubiera   | Víctor Hugo Peña   | Robbie McEwen                       | Christophe Mengin                    | Vladimir Karpets |
| 5      | Troyes- Nevers                      | Alessandro Petacchi | Víctor Hugo Peña   | Robbie McEwen                       | Frédéric Finot                       | Vladimir Karpets |
| 6      | Nevers- Lyon                        | Alessandro Petacchi | Víctor Hugo Peña   | Alessandro Petacchi                 | Christophe Mengin                    | Vladimir Karpets |
| 7      | Lyon-Morzine-Avoriaz                | Richard Virenque    | Richard Virenque   | Baden Cooke                         | Richard Virenque, bärs av Rolf Aldag | Denis Mensjov    |
| 8      | Sallanches-L'Alpe d'Huez            | Iban Mayo           | Lance Armstrong    | Baden Cooke                         | Richard Virenque                     | Denis Mensjov    |
| 9      | Bourg d'Oisans-Gap                  | Aleksandr Vinokurov | Lance Armstrong    | Baden Cooke                         | Richard Virenque                     | Denis Mensjov    |
| 10     | Gap-Marseille                       | Jakob Piil          | Lance Armstrong    | Baden Cooke                         | Richard Virenque                     | Denis Mensjov    |
| 11     | Narbonne-Toulouse                   | Juan Antonio Flecha | Lance Armstrong    | Baden Cooke                         | Richard Virenque                     | Denis Mensjov    |
| 12     | Gaillac-Cap' Découverte             | Jan Ullrich         | Lance Armstrong    | Baden Cooke                         | Richard Virenque                     | Denis Mensjov    |
| 13     | Toulouse-Ax 3 Domaines              | Carlos Sastre       | Lance Armstrong    | Baden Cooke                         | Richard Virenque                     | Denis Mensjov    |
| 14     | Saint-Girons-Loudenvielle-Le Louron | Gilberto Simoni     | Lance Armstrong    | Baden Cooke                         | Richard Virenque                     | Denis Mensjov    |
| 15     | Bagnères-de-Bigorre-Luz-Ardiden     | Lance Armstrong     | Lance Armstrong    | Baden Cooke                         | Richard Virenque                     | Denis Mensjov    |
| 16     | Pau-Bayonne                         | Tyler Hamilton      | Lance Armstrong    | Baden Cooke                         | Richard Virenque                     | Denis Mensjov    |
| 17     | Dax-Bordeaux                        | Servais Knaven      | Lance Armstrong    | Baden Cooke                         | Richard Virenque                     | Denis Mensjov    |
| 18     | Bordeaux-Saint-Maixent-L'Ecole      | Pablo Lastras       | Lance Armstrong    | Robbie McEwen                       | Richard Virenque                     | Denis Mensjov    |
| 19     | Pornic-Nantes                       | David Millar        | Lance Armstrong    | Robbie McEwen                       | Richard Virenque                     | Denis Mensjov    |
| 20     | Ville d'Avray-Paris                 | Jean-Patrick Nazon  | Lance Armstrong    | Robbie McEwen                       | Richard Virenque                     | Denis Mensjov    |

| Plats | Person              | Land      | Lag               | Tid      |
| ----- | ------------------- | --------- | ----------------- | -------- |
| dsk   | Lance Armstrong     | USA       | US Postal Service | 83:41:12 |
| 2     | Jan Ullrich         | Tyskland  | Team Bianchi      | + 1:01   |
| 3     | Aleksandr Vinokurov | Kazakstan | Team Telekom      | + 4:14   |
| 4     | Tyler Hamilton      | USA       | Team CSC          | + 6:17   |
| 5     | Haimar Zubeldia     | Spanien   | Euskaltel-Euskadi | + 6:51   |
| 6     | Iban Mayo           | Spanien   | Euskaltel-Euskadi | + 7:06   |
| 7     | Ivan Basso          | Italien   | Fassa Bortolo     | + 10:12  |
| 8     | Christophe Moreau   | Frankrike | Crédit Agricole   | + 12:28  |
| 9     | Carlos Sastre       | Spanien   | Team CSC          | + 18:49  |
| 10    | Francisco Mancebo   | Spanien   | Ibanesto.com      | + 19:15  |